# Joe Bennett
Joseph "Joe" Bennett (Rochdale, Anglia, 1990. március 28. –) angol labdarúgó balhátvéd. Első profi szerződését a Middlesbrough-nál kapta, a 2008/09-es szezon előtt, majd 2012. augusztus 29-én az Aston Villához igazolt. Az angol U19-es, U20-as és U21-es válogatottban is szerepelt már.

## Pályafutása

### Middlesbrough
Bennett Rochdale-ben, Nagy-Manchesterben született, de tízéves korában családjával Anglia északkeleti részére költözött. A Northallerton Town ifiakadémiáján játszott, amikor 2001-ben felfigyelt rá és magához hívta a Middlesbrough. Úgy tűnt, nem fog komoly karriert befutni a klubnál, mivel kikerült az U15-ös csapatból. Próbajátékon vett részt a Newcastle Unitednél, de ott nem találták elég jónak, így egy évig ismét amatőr szinten futballozott, mielőtt a Middlesbrough visszahívta volna.
A tartalék csapatban nyújtott jó teljesítménye miatt 2008 nyarán megkapta első, két évre szóló profi szerződését a csapattól és felkerült az első csapat keretéhez. Részt vett a Boro szezon előtti felkészülési mérkőzésein és több Premier League-mérkőzésen is leülhetett a kispadra. Végül a 2008/09-es szezon utolsó meccsén, a West Ham United ellen mutatkozott be tétmeccsen a felnőttek között. 2009 augusztusában új, három évre szóló szerződést kapott.
A 2009/10-es idényben a Nottingham Forest ellen lépett pályára először, a Ligakupában. A Coventry City elleni idegenbeli mérkőzésen volt először kezdő balhátvédként. Gordon Strachan irányítása alatt Bennett elégedetlen volt saját játékával és a kapott játéklehetőségek számával, ezért arra kérte a klubot, hogy engedje el kölcsönben, de kérését elutasították. Tony Mowbray érkezése után állandó tagja lett a kezdőnek, az új menedzser azt mondta, Gaël Clichyhez és Ashley Cole-hoz hasonló szerepkörben számít rá. 2011 januárjában Bennett aláírta a Middlesbrough által kínált új, négy és fél évre szóló kontraktust.

### Aston Villa
2012. augusztus 29-én Bennett 85, a Middlesbrough-ban lejátszott bajnoki mérkőzés után az Aston Villához igazolt. A Daily Mail értesülései szerint a birminghami csapat 2,75 millió fontot fizetett érte. A Villa hivatalos honlapjának adott nyilatkozatában azt mondta, hogy egy álma vált valóra azzal, hogy egy olyan erős és sok szurkolóval rendelkező klubhoz igazolhatott, mint az Aston Villa és már alig várja, hogy pályára léphessen a Villa Parkban. 2012. szeptember 22-én mutatkozott be, amikor csereként beállt Eric Lichaj helyére a Southampton ellen.

### Válogatott
Bennett tagja volt annak az U19-es angol válogatottnak, mely részt vett a 2009-es U19-es Eb-n, Ukrajnában. Az első két csoportmeccsen a cserepadon kezdett, de beállítása után olyan jól teljesített, hogy a harmadik csoportmérkőzésen, az elődöntőn és a döntőn már kezdőként szerepelt. A tornát végül a házigazda Ukrajna nyerte. A 2009-es U20-as vb-n is szerepelt volna, de klubbéli kötelezettségei miatt nem tehette. 2011. február 2-án megkapta első behívóját az U21-es válogatottba, miután sorra meggyőző teljesítményt nyújtott. Február 8-án, Olaszország ellen debütált.